# Авиационен тренажор
Информация за симулирането на полет и за симулатори за игра и забавление в статията Авиационен симулатор 
Авиационният тренажор (на английски: Flight Simulator), популярен още с наименованието авиационен симулатор или авиосимулатор, е имитатор на полет на самолет, предназначен за наземна подготовка на пилоти. Понятието авиационен симулатор включва много голямо разнообразие от технически средства за тази цел, които се използват както за някаква предварителна представа на процеса полет с летателен апарат, така и за игри и забавление. Независимо от използването на близките по смисъл и съдържание понятия, под авиационен тренажор трябва да се разбира професионален специализиран имитатор на полета за един или няколко вида самолети. Причината за това е изискването за абсолютна идентичност с реалния самолет – с кокпита и неговите полетно-навигационни прибори, възможността за ползване на радиооборудване, както и вида и разположението на органите за управление.

## Необходимост и използване
Преди всичко тренажорите са предназначени за първоначално обучение, за квалификация и преквалификация на пилоти, което поставя и високите изисквания за реализъм към средството за обучение. Така се имитира не само динамиката на полета, но също се задават всякакви вероятни метеорологически условия, дефекти в летателния апарат и други непредвидени ситуации възможни при реалния полет. Модерните специализирани тренажори притежават и механични устройства за симулиране на пространственото разположение на самолета, което още повече приближава обучението към реалния полет. Динамиката на полета, работата на самолетните системи и двигатели и полетните условия се имитират с помощта на предварително създаден специален софтуер, управляващ компютърни и изпълнителни устройства на комплекса тренажор.
Авиационните тренажори, наричани още пилотажни тренажори, са получили голямо разпространение както във военната, така и в гражданската авиация. Във военната авиация основната ценност на тренажора се състои в това, че позволява практически без ограничение да се имитира реална боева обстановка, която е много трудно да се имитира в мирна обстановка по време на учение. В гражданската авиация основната ценност на тренажорната подготовка на пилотите се заключава в това, че позволяват многократно повтаряне на стандартни процедури по време на полет, което води до точна и бърза реакция на членовете от екипажа на самолета. Икономическият ефект е, че авиокомпаниите намаляват значително финансовите средства за летателна подготовка на екипажа, намалява се самолетния моторесурс при подготовката на пилотите, както и общото време за обучение или преподготовка. Освен това тренажора е единственото място, където може да се симулират многократно различни случайни и нерегулярни събития, които е възможно да се проявят по време на полет и пилота може да отработи действия и да създаде навици за преодоляването им.
Сега може да се твърди, че благодарение на развитието и големите възможности на електронно-изчислителната техника, тренажорите за гражданските неманеврени самолети имат по-високо ниво на съвършенство, отколкото тези за военните самолети. Това се дължи на действието на строгите стандарти JAR-FSTD и ICAO 9625, които подробно определят необходимото съответствие на тренажорния модел и реалния самолет. Тренажорите сертифицирани по най-високото ниво на Level D по JAR-FSTD или Level VII по ICAO 9625, имат толкова високо ниво на подобие, че позволяват след завършване на курса за преподготовка за нов тип самолети на тренажорна установка, пилотите да се включват веднага в полетни екипажи, без да са предвидени други допълнителни обучения по програма за конкретния летателен апарат.

## Класификация
Съгласно стандарта JAR-FSTD авиационните тренажори се подразделят на четири групи:
- Full Flight Simulator (FFS).
- Flight Training Device (FTD).
- Flight and Navigation Procedures Trainer (FNPT).
- Basic Instrument Training Device (BITD).

В стандарта ICAO 9625 в отделна група се отделят тренажорите Flight Procedures Training Device (FPTD). По стандарта JAR-FSTD A те съответстват на нивото на FTD Level 1.
В съвременната практика за подготовка на пилоти най-голямо разпространение имат т. нар. процедурни тренажори (FPTD) и комплексни тренажори (FFS).

## Процедурни тренажори
Процедурни тренажори (на английски: Flight Procedures Training Device) са предназначени за отработка от екипажа на процедурите по подготовка и изпълнението на полета.
В авиационните тренажори за тази цел пулта за управление, приборите и някои органи за управление обикновено се имитират със сензорни монитори. В някои по-скъпи тренажори за удобство и по-добра подготовка на обучаемите, както пилотската кабина, така и пулта за управление е представен с пълноразмерни макети и органи за управление, изпълняващи функциите както при реален самолет. Тази конкретна обстановка при обучение обаче намалява разнообразието за много и различни марки и модели самолети. Обикновено процедурните тренажори не винаги са предназначени за придобиване на навици за пилотиране, което ги прави по-евтини, поради което и не винаги са съоръжени със система за визуализация.
В България с процедурни тренажори от типа Flight and Navigation Procedures Trainer (FNPT), позволяващи придобиване и на навици по пилотиране, е обзаведен авиационният учебен център на Института за въздушен транспорт (ИВТ).

## Комплексни тренажори
Комплексни тренажори (на английски: Full Flight Simulator) се наричат тренажорите оборудвани със система за подвижност симулираща пространственото разположение на самолета. Тези тренажори са системи за обучение от най-високо ниво. Кабината на комплексния тренажор се изпълнява като конкретна пълна реплика на реална кабина на летателния апарат. На комплексните тренажори се поставят най-модерни системи за визуализация, които работят със специално разработен софтуер, създаващ илюзия за реален полет.
В България с 3 комплексни тренажора (Full Flight Simulator) е оборудван авиационният учебен център (Sofia Flight Training –търговската марка на квалификационната дейност) на Института за въздушен транспорт (ИВТ). Пълнополетните симулатори са за самолетите Airbus A320, Boeing 737 (300 – 500) и Boeing MD 82/83 и са сертифицирани от EASA (European Aviation Safety Agency).

### Система за визуализация
Съвременните системи за визуализация са два типа – проекционни и колимационни.
В системите за визуализация и от двата типа изображението се проектира с помощта на проектори на сферични или цилиндрични екрани. Проектирането на изображението на екраните, разположени в непосредствена близост до кабината на тренажора водят до това, че линията на наблюдение на отдалечените проектирани обекти зависи от положението на очите на пилота. Приблизително ъгълът на тази грешка може да се оцени с формулата
{\displaystyle \varphi \approx 2\operatorname {arctg} \left({\frac {l}{2R}}\right)}, където
l – амплитуда на страничното движение главата на пилота,
R – разстояние от главата на пилота до екрана.
Така при l =0.5 m и R =3 m, ъгълът е {\displaystyle \varphi \approx 9.5^{\circ }}.
При разстояние от два метра между пилотите в кабината (l =2 m), ъгълът на грешка ще бъде равен на {\displaystyle \varphi \approx 37^{\circ }}.
Именно такъв недостатък имат проекционните системи за визуализация. В кабината на тренажора с проекционна система за визуализация съществува само една точка, в която тази грешка е равна на нула. При проектирането на системата за визуализация за тази точка се приема местото на пилотиращия пилот. Тъй като при двучленен екипаж пилотиращ може да бъде както левия, така и десния пилот, то в този случай в системата за визуализация се предвиждат две точки за нулева грешка с възможност за превключване от едното на другото пилотско место.
Въпреки недостатъците, характерната за проекционната система за визуализация, реалистичността на имитацията на външната визуална обстановка може да бъде твърде висока. Като пример може да бъде показана работата на проекционната система за визуализация на опитен тренажор на руския самолет Сухой Суперджет-100.
За пълното премахване на ограниченията, налагани от проекционните системи за визуализации, е разработена колимационна система за визуализация. Ако при проекционната система за визуализация лъчите светлина за всяка точка от проектирания обект равномерно се разпръскват върху екрана във всички посоки, то в колимационната система за визуализация, лъчите светлина от всички точки на наблюдавания отдалечен обект са паралелни един на друг, така както това е в реалността.
Стойността на колимационната система за визуализация превишава 1 млн.$, но само тя позволява на тренажора да се отработят и създадат навици за визуално кацане. Колимационните системи се поставят на комплексните тренажори от типовете FFS и тренажори FTD Level 2 (Level 2 по JAR-FSTD).
Водеща сред производителите на колимационни системи за визуализация е американската компания Rockwell Collins. Тя е монополен доставчик на най-важния елемент на колимационната система за визуализация – сферичната огледална лента за проектиране на изображението.
Стандартният рулон огледална лента – екран, е много скъп и неговото закупуване може да си го позволи само крупен производител на тренажори като например фирмата CAE. Във връзка с това, основни производители на широкоекранни колимационни системи за визуализация са само Rockwell Collins и CAE.

### Система за подвижност на авиационния тренажор
Върху специална система за подвижност, управлявана от компютърната система, е монтиран авиационния тренажор. Със системата се осъществява динамичната имитация на полета. Тя дава на пилотите усещането за движение при реалния полет с възникващи усещания при ъгловата промяна на положението на самолета в пространството и в по-малка степен усещането за ускорение на самолета. Дълго действащото претоварване странично или по посока на полета, се имитира с наклон на платформата на тренажора в противоположна посока на вектора на претоварването. Със системата за подвижност се имитират и кратките претоварвания с линейни премествания в съответните направления, както и кратковременните ъглови ускорения по трите оси в пространството. Освен това системата възпроизвежда шумове и удари, възникнали от наравностите и фугите между плочите на пистата при движение на самолета, такива при допира до пистата при кацане, при полет в атмосфера с повишена турбулентност, както и от вибрации от работата на двигателите или винта и аеродинамични ефекти при обтичането на летателния апарат.
Динамиката на движението на платформата за имитация на кратковременно действащо претоварване или ъглово ускорение се демонстрира с график за движението на платформата. От графиката се вижда, че системата за подвижност имитира претоварването за неголям период от време (по-малко от секунда), време за което ускорението от движението на платформата достига значения по-високи от прага за възприемане на ускорението от човека. По-нататък във връзка с ограничението налагано от работния ход на механизмите на платформата, тя се спира и се връща в неутрално положение. Спирането и връщането в неутрално положение се осъществява с ускорения, които са по-ниски от прага за усещане от човека. Описаният цикъл на движение на платформата се формира в направления съответстващи на вектора на претоварването и вектора на ъгловото ускорение на самолета. По такъв начин системата за подвижност чрез силовото въздействие допълва усещанията за динамиката на полета, за предприетите действия за управление от екипажа и основното в случая е не големината на претоварването, а пространственото положение и промяната на претоварването, предизвикано от условията на полета и управлението на летателния апарат.
Като пример може да се даде, че при завой на самолета с крен 45° (пределно допустим крен за безопасност на пътнически самолет), нормалното претоварване трябва да бъде 1,4 g. Недостигането на такова претоварване до 0,4 g в седнало положение практически е незабележимо.
Невъзможността да се създаде тренажор с дълготрайно претоварване се използва само при подготовката на пилоти на неманеврени самолети. При подготовката на пилоти за маневрени самолети такова обучение е неприемливо. Затова за имитация на претоварването се използват специални костюми имитиращи претоварване. За създаване на чувство за претоварване в тези костюми се подава сгъстен въздух, който сковава действията на пилота и затруднява дишането му. Всичко това отново е в синхрон с всички действия при изпълнението на полета и е под управлението на компютърната система.
За специална подготовка на пилоти съществуват и експериментални тренажори с центрофуга, имитиращи продължително претоварване.
Основните изпълнителни механизми са хидравлични цилиндри с комплекс от хидравлично управление.
Световен лидер в производството на системи за подвижност е холандската компания MOOG.

## Сертификация
Понастоящем е създаден единен международен стандарт – ICAO 9625, с който са определени квалификационните изисквания към пилотажните тренажори Широко действие имат и създадените преди това регионални стандарти. В Европа се използва стандарт JAR-FSTD, изпълнението на който се контролира от EASA. В Америка основния стандарт FAR Part 60 се прилага и контролира от Федералната авиационна администрация FAA.
В Русия със заповед на Министъра на транспорта е утвърден за прилагане стандарта ICAO 9625. Експлоатираните от руските авиокомпании тренажори все още се сертифицират в съответствие с JAR-FSTD. Процедурните тренажори се сертифицират по ниво FTD1 на този стандарт, а комплексните по ниво FFS Level D. В бъдеще сертифицирането ще се провежда в съответствие само с ICAO 9625. Освен основните стандарти, с които са регламентирани основните сертификационни изисквания към тренажорите, съществува и документ на IATA „Изисквания към данните за конструкцията на авиационните средства за обучение и данните за характеристиките“ Архив на оригинала от 2014-10-19 в Wayback Machine.. с който се определят изискванията към данните за конструкцията на летателния апарат, необходими за създаването на съвременен тренажор.
Права за сертифициране на тренажори притежава Английското авиационно общество RAeS.

## Оценка при обучение
Всеки пилот се оценява в процеса на обучението. При експлоатация на летателни апарати пилота и екипажа като цяло са зависими от елемента на случайност поради особеностите на полета и функционирането на сложната система „машина-човек“. Многократната повтаряемост на една ситуация при управление на пилотажен стенд позволява не само обучение и механизиране на действията до съвършенство, но и натрупването на информация за статистическо изследване, което да характеризира индивидуалните качества на конкретния пилот. С добро моделиране и компютърно програмиране на действието на отделните блокове и системи на самолета при имитация на променливи полетни условия и характерни или вероятни дефекти, могат да се изпитат и оценят не само качествата на летеца. Доброто компютърно програмиране позволява натрупване на информация за оценяване на системите за управление и поведението на самолета при различни режими на полета. Такъв компютърен модел благоприятства тяхното усъвършенстване и развитието на една толкова сложна конструкция като самолета. Тренажорните изследвания в този случай не могат да заменят изпитателните полети, но с тях в значителна степен се намаляват пропуски при проектирането и изграждането на самолета.
Оценката за качествата на пилота в значителна степен е експертна и като такава е субективна, както в изпитателен полет, така и на авиационен тренажор. Но поради възможността за многократна повтаряемост, качествата на летеца при тренажорно обучение се оценява с т.нар. Скала на Купър, създадена през 1957 г. и по-разширената модифицирана Скала на Купър-Харпър. С тях по десетобална система се дава експертна оценка за професионалните възможности на обучаемия.
| Обща качествена оценка  | Уточнена качествена оценка               | Бал   |
| ----------------------- | ---------------------------------------- | ----- |
| Приемливо и приятно     | Отлично Добро Удовлетворително           | 1 2 3 |
| Приемливо, но неприятно | Удовлетворително Неудовлетворително Лошо | 4 5 6 |
| Неприемливо             | Лошо Много лошо Опасно                   | 7 8 9 |
| Катастрофично           | Не трябва да лети                        | 10    |

При оценка 7 самолетът се управлява, но изисква твърде голямо внимание от страна на летеца. При оценка 9 цялото внимание на летеца е отдадено на управлението и той не може да решава други задачи. Това важи както при обучение, така и при изследвания на затворения контур на управление – летец с неговата субективна оценка и динамичните качества на самолета.